# Treinadores do São Paulo Futebol Clube
Os técnicos ou treinadores do São Paulo Futebol Clube, amparados por uma comissão técnica formada pelo clube, contam com a estrutura do clube e com os jogadores para ter sempre em foco a aquisição de títulos para o clube.

## Comissão técnica
O Tricolor Paulista tem se destacado por possuir uma comissão técnica de qualidade e permanente. A comissão permanece praticamente inalterada desde 2003. Sempre que alguém sai, entra outro, mas não é trocada a comissão inteira, mantendo-se, assim, uma unidade no grupo.

### Atual
Todos os integrantes da comissão técnica atual.
| - Técnico: Hernán Crespo - Auxiliar Técnico: Juan Branda - Auxiliar Técnico: Víctor López - Auxiliar Técnico: Milton Cruz - Prep. físico: Federico Martinetti - Prep. físico: Leandro Paz - Prep. físico: Caio Gilli - Prep. físico: Pedro Campos - Prep. físico: Adriano Titton - Prep. de goleiros: Gustavo Nepote - Prep. de goleiros: Octávio Ohl - Prep. de goleiros: Márcio Aguiar - Médico: Dr. Ricardo Galotti - Médico: Dr. Pedro Henrique Perez - Médico: Dr. José Sanchez - Coordenador científico: Altamiro Bottino - Coordenador técnico: Muricy Ramalho - Fisiologista: Luis Fernando de Barros - Fisiologista: Paulo Teixeira - Fisioterapeuta: Felipe Marques - Fisioterapeuta: Carlos Alberto Pressinoti - Fisioterapeuta: Cilmara Moretti - Fisioterapeuta: Bruno Nestlehner - Fisioterapeuta: Igor Phillip | - Nutricionista: Gabriela Giglio - Nutricionista: Jaqueline Guedes - Analista de desempenho: Guilherme Lyra - Analista de desempenho: Luís Hoenen - Analista de desempenho: Matheus Frigo - Analista de desempenho: Tadeu Meschine - Analista de desempenho: João Marcos Soares - Analista de desempenho: Marcelo de Souza - Massagista: Ailton Rodrigues - Massagista: Ricardo Correa - Massagista: Marcos Raimundo - Podólogo: Almir Lima - Roupeiro: Valdeci Nascimento - Roupeiro: Cícero Feitosa - Roupeiro: Cristiano Alkinim - Roupeiro: Edson Santos - Gerente de Futebol: José Carlos dos Santos - Supervisor de Futebol: Michel Gazola - Executivo de Futebol: Rui Costa - Assessor de imprensa: Felipe Espíndola - Assessor de imprensa: Fellipe Lucena |

## Técnicos do clube
Todos os treinadores do clube através dos anos.
     Técnicos interinos
| Treinador               | J   | V   | E   | D   | A       |  |
| ----------------------- | --- | --- | --- | --- | ------- |  |
| Vicente Feola           | 555 | 310 | 111 | 134 | 62,52%  |  |
| Muricy Ramalho          | 474 | 255 | 124 | 95  | 62,52%  |  |
| José Poy                | 422 | 213 | 129 | 80  | 60,66%  |  |
| Telê Santana            | 410 | 198 | 121 | 91  | 58,13%  |  |
| Cilinho                 | 249 | 111 | 87  | 51  | 56,22%  |  |
| Joreca                  | 172 | 115 | 31  | 26  | 72,87%  |  |
| Rubens Minelli          | 166 | 79  | 47  | 40  | 56,22%  |  |
| Carlos Alberto Silva    | 154 | 67  | 58  | 29  | 56,06%  |  |
| Rogério Ceni            | 143 | 63  | 41  | 39  | 53,61%  |  |
| Osvaldo Brandão         | 142 | 84  | 29  | 29  | 65,96%  |  |
| Paulo César Carpegiani  | 114 | 70  | 13  | 31  | 65,20%  |  |
| Jim López               | 111 | 70  | 19  | 22  | 68,77%  |  |
| Nelsinho Baptista       | 108 | 52  | 22  | 34  | 54,94%  |  |
| Béla Guttmann           | 97  | 47  | 28  | 22  | 58,08%  |  |
| Dorival Júnior          | 92  | 42  | 22  | 28  | 53,62%  |  |
| Ricardo Gomes           | 91  | 44  | 20  | 27  | 55,68%  |  |
| Emerson Leão            | 89  | 53  | 18  | 18  | 66,29%  |  |
| Diede Lameiro           | 85  | 40  | 18  | 27  | 54,12%  |  |
| Sylvio Pirillo          | 85  | 40  | 25  | 20  | 56,86%  |  |
| Ney Franco              | 79  | 40  | 17  | 22  | 57,81%  |  |
| Levir Culpi             | 78  | 42  | 18  | 18  | 61,54%  |  |
| Cuca                    | 77  | 39  | 18  | 20  | 58,44%  |  |
| Mário Juliato           | 75  | 36  | 24  | 15  | 58,67%  |  |
| Clodô                   | 74  | 52  | 11  | 11  | 75,23%  |  |
| Luis Zubeldía           | 74  | 35  | 24  | 15  | 58,11%  |  |
| Fernando Diniz          | 74  | 34  | 20  | 20  | 54,95%  |  |
| Leônidas da Silva       | 73  | 37  | 17  | 19  | 58,45%  |  |
| Paulo Autuori           | 72  | 29  | 15  | 28  | 47,22%  |  |
| Chico Formiga           | 71  | 42  | 10  | 19  | 63,85%  |  |
| Hernán Crespo           | 65  | 30  | 23  | 12  | 57,95%  |  |
| Flávio Costa            | 65  | 23  | 17  | 25  | 44,10%  |  |
| Mário Travaglini        | 63  | 29  | 24  | 10  | 58,73%  |  |
| Aymoré Moreira          | 63  | 28  | 19  | 16  | 54,50%  |  |
| Darío Pereyra           | 63  | 25  | 22  | 16  | 54,50%  |  |
| Rubens Salles           | 59  | 40  | 16  | 3   | 76,84%  |  |
| Zezé Moreira            | 59  | 21  | 20  | 18  | 46,89%  |  |
| Oswaldo de Oliveira     | 58  | 32  | 12  | 14  | 62,07%  |  |
| Armando Renganeschi     | 56  | 33  | 14  | 9   | 67,26%  |  |
| Ramón Platero           | 54  | 26  | 11  | 17  | 54,94%  |  |
| Roberto Rojas           | 52  | 28  | 13  | 11  | 62,18%  |  |
| Conrado Ross            | 49  | 27  | 12  | 10  | 63,27%  |  |
| Edgardo Bauza           | 48  | 17  | 13  | 18  | 44,44%  |  |
| Pepe                    | 45  | 22  | 16  | 7   | 60,74%  |  |
| Milton Cruz             | 44  | 24  | 7   | 13  | 59,85%  |  |
| Diego Aguirre           | 43  | 19  | 15  | 9   | 55,81%  |  |
| Alfredo Ramos           | 42  | 23  | 15  | 4   | 66,67%  |  |
| Armando Del Debbio      | 42  | 13  | 9   | 20  | 38,10%  |  |
| Caxambu                 | 39  | 24  | 9   | 6   | 69,23%  |  |
| André Jardine           | 39  | 12  | 10  | 17  | 39,32%  |  |
| Otto Vieira             | 30  | 14  | 10  | 6   | 57,78%  |  |
| Pablo Forlán            | 30  | 12  | 11  | 7   | 52,22%  |  |
| Vadão                   | 29  | 16  | 4   | 9   | 59,77%  |  |
| Juan Carlos Osorio      | 28  | 12  | 7   | 9   | 51,10%  |  |
| José Carlos Serrão      | 26  | 10  | 11  | 5   | 52,56%  |  |
| Cláudio Cardoso         | 22  | 15  | 3   | 4   | 72,73%  |  |
| Tito Rodrigues          | 22  | 9   | 2   | 11  | 43,94%  |  |
| Adílson Batista         | 22  | 7   | 9   | 6   | 45,45%  |  |
| Carlos Alberto Parreira | 21  | 7   | 6   | 8   | 42,86%  |  |
| Marcos Vizolli          | 21  | 7   | 4   | 10  | 39,68%  |  |
| Amílcar Barbuy          | 19  | 12  | 0   | 7   | 63,16%  |  |
| João Leal Neto          | 18  | 9   | 1   | 8   | 51,85%  |  |
| Pupo Gimenez            | 18  | 8   | 7   | 3   | 57,41%  |  |
| Thiago Carpini          | 18  | 7   | 6   | 5   | 50,00%  |  |
| Valdir de Moraes        | 17  | 7   | 6   | 4   | 52,94%  |  |
| Ariston de Oliveira     | 16  | 8   | 2   | 6   | 54,17%  |  |
| Manuel Raymundo         | 15  | 7   | 6   | 2   | 60,00%  |  |
| Ignác Amsel             | 15  | 6   | 1   | 8   | 42,22%  |  |
| Sérgio Baresi           | 14  | 5   | 4   | 5   | 45,24%  |  |
| Remo Januzzi            | 14  | 4   | 3   | 7   | 35,71%  |  |
| Eugênio Medgyessy       | 13  | 12  | 1   | 0   | 94,87%  |  |
| Antônio Carlos da Silva | 12  | 6   | 4   | 2   | 61,11%  |  |
| Márcio Araújo           | 11  | 4   | 4   | 3   | 48,48%  |  |
| Mário Sérgio            | 10  | 3   | 1   | 6   | 33,33%  |  |
| Vail Mota               | 10  | 2   | 4   | 4   | 33,33%  |  |
| Maxi Cuberas            | 10  | 1   | 4   | 5   | 23,33%  |  |
| Vagner Mancini          | 9   | 3   | 4   | 2   | 48,15%  |  |
| Formiga                 | 7   | 3   | 1   | 3   | 47,62%  |  |
| Doriva                  | 7   | 2   | 1   | 4   | 33,30%  |  |
| Jair Rosa Pinto         | 6   | 5   | 0   | 1   | 83,33%  |  |
| Décio Pedroso           | 6   | 3   | 0   | 3   | 50,00%  |  |
| Íthon Fritzen           | 5   | 4   | 0   | 1   | 80,00%  |  |
| Zarzur                  | 5   | 4   | 0   | 1   | 80,00%  |  |
| Mário Cunha Bueno       | 5   | 2   | 2   | 1   | 48,33%  |  |
| Juan Branda             | 4   | 0   | 2   | 2   | 16,67%  |  |
| Pintado                 | 3   | 2   | 0   | 1   | 66,67%  |  |
| Pita                    | 2   | 1   | 1   | 0   | 66,67%  |  |
| Cosme Damião Geraldino  | 2   | 1   | 0   | 1   | 50,00%  |  |
| Lucas Silvestre         | 2   | 0   | 2   | 0   | 33,33%  |  |
| Alcides Romano Júnior   | 1   | 1   | 0   | 0   | 100,00% |  |
| Carlos Gruezo           | 1   | 1   | 0   | 0   | 100,00% |  |
| Charles Hembert         | 1   | 1   | 0   | 0   | 100,00% |  |
| Fernando Soares         | 1   | 1   | 0   | 0   | 100,00% |  |
| Hélio José Maffia       | 1   | 1   | 0   | 0   | 100,00% |  |
| Jaime Janessi           | 1   | 0   | 1   | 0   | 33,33%  |  |
| Waldemar Lemos          | 1   | 0   | 1   | 0   | 33,33%  |  |
| Bebeto de Oliveira      | 1   | 0   | 0   | 1   | 0,00%   |  |
| Comissão de Atletas     | 1   | 0   | 0   | 1   | 0,00%   |  |
| Ivo Secchi              | 1   | 0   | 0   | 1   | 0,00%   |  |